# Летючий шинок
«Летючий шинок» (англ. The Flying Inn) — науково-фантастичний роман британського письменника Гілберта Кіта Честертона, опублікований у 1914 року. Сюжет розгортається в майбутній Англії, де союз між ісламом і великими економічними державами призводить до введення правил, натхнених законом Корану, який, серед іншого, забороняє алкоголь.

## Сюжет
Гамфрі Памп, англійський орендодавець, змушений закрити свій бізнес через нові обмежувальні закони про продаж алкоголю. Через це продаж алкоголю бідним фактично заборонений, а багаті можуть отримати алкогольні напої «за медичною довідкою». Утворивши партнерство з ірландським капітаном Геркулеса Патріком Делроєм, вони починають свою подорож, кинувши у візок лише бочку рому, форму сиру та табличку таверни «Старий корабель». Ці двоє блукають, встановлюючи знак і розповсюджуючи під ним алкоголь; користуючись лазівками в законі, їм завжди вдається уникнути арешту та змов, які виношував лорд Айвівуд, парламентський прихильник заборони, на яку посилається мусульманський ідеолог Місісра Аммон. Історії лорда Айвівуда та його групи аристократів й інтелектуалів (включаючи поета Доріана Вімпола, який зрештою підтримає справу «Летючої таверни», та леді Джоан, яка має змішані почуття до свого двоюрідного брата Айвівуда) кілька разів переплітаються зі сміливими пригодами Делроя і Пампа. Зрештою герої та їх послідовники зупиняють спробу перевороту з боку ісламських військових.
У фінальній сцені щаслива заручена пара Делрой і леді Джоан відвідує лорда Айвівуда, який збожеволів від уявного гібрису та вважав себе надлюдиною.

## Стиль написання
Твір, сповнений неймовірних пригод і визначений самим автором як «арлекін», характеризується гумористичним і легким тоном, який реалізується в комічних ситуаціях і частих каламбурах (починаючи від самого імені Гамфрі Пампа). У тексті є численні вірші та пісні, часто представлені як випадкові імпровізації героїв. Проте навіть у цьому творі Честертон не відмовляється висловлювати свої думки, висміюючи його епіграматичний стиль над художніми, суспільними та політичними рухами та теоріями.

## Видання українською
- Гілберт Кіт Честертон. «Летючий шинок» = «The Flying Inn» / пер. з англ. Єлизавета Козорог. — К. : Куркуль, 2021. — 256 с. — ISBN 9786177918089.